# Vicky Reynaert
Pour les articles homonymes, voir Reynaert.
Vicky Reynaert, née le 4 février 1985 à Bruges, est une femme politique belge, membre de Vooruit.

## Biographie
Vicky Reynaert nait le 4 février 1985 à Bruges.
Le 17 septembre 2020, elle devient députée fédérale à la Chambre des représentants en remplaçant John Crombez qui quitte la politique pour se consacrer à la 
recherche,.